# O Mestre da Fumaça
O Mestre da Fumaça é um filme de ação e comédia brasileiro de 2023 dirigido e escrito por André Sigwalt e Augusto Soares.

## Enredo
Gabriel (Daniel Rocha) e Daniel (Thiago Stechinni), dois irmãos, estão condenados por uma maldição da máfia chinesa conhecida como "Vingança das 3 Gerações", a qual já tirou a vida de seu avô e seu pai. A fim de garantir sua sobrevivência, um dos irmãos precisa dominar os segredos do Estilo da Fumaça, uma arte marcial ancestral, pouco divulgada e envolta em controvérsias, que é ensinada por um mestre excepcional.

## Elenco
| Ator/Atriz           | Personagem                |
| -------------------- | ------------------------- |
| Daniel Rocha         | Gabriel                   |
| Tony Lee             | Yan Wu / Mrs. Liu (velho) |
| Thiago Stechinni     | Daniel                    |
| Tristan Aronovich    | Caine                     |
| Luana Frez           | Tereza                    |
| Davi Lino            | Evsei Agron               |
| Yasmin Thin Qi       | Mrs. Liu (jovem)          |
| Natallia Rodrigues   | Maria Rosa                |
| Angela Dippe         | Gilda                     |
| Rodrigo Arijon       | Zhan                      |
| Jimmy Wong           | Zhuang                    |
| Cléber Colombo       | Abel                      |
| Tamirys O'Hanna      | Rebecca                   |
| Michelle Rodrigues   | Eva                       |
| Paula Zago           | Kelly                     |
| Caroline Hirose      | Mei                       |
| Eiryo Okura          | Hugo                      |
| Pedro Hórak          | Big Foot                  |
| Jean-Paul Kinfoussia | Duke                      |
| David Wendefilm      | Brock                     |
| Ravel Andrade        | Jonas                     |
| Caio Mutai           | Tang                      |
| Gustavo Brandão      | Sargento Khabib           |
| Avatar Aang Willians | Tartar                    |
| Ralph Tung           | Shao                      |
| Man Hong             | Khan                      |
| Danilo Cassola       | Dr. Octavio               |
| Claudio Geasy        | Camacho                   |
| Gutemberg Lins       | Yago                      |
| Guilherme Nascimento | Tijuana                   |
| Avatar Real          | Tartar                    |
| Ye Xin               |                           |

## Produção
O Mestre da Fumaça, uma produção independente, apresenta uma mistura de gêneros cinematográficos com ênfase no Kung Fu. Caracterizado como a primeira comédia stoner brasileira, inspirada nos filmes da contracultura americana das décadas de 70 a 90, este filme de ação é escrito, produzido e dirigido pelos estreantes diretores André Sigwalt e Augusto Soares. A trilha sonora original do filme é assinada por André Abujamra, em colaboração com Eron Guarnieri.

## Recepção

### Análise da crítica
Marcelo Müller, crítico do site Papo de Cinema, abordou o filme O Mestre da Fumaça em seu artigo. Ele observou que o filme se apresenta como um pastiche dos filmes orientais de artes marciais desde o início. O prólogo, ambientado na China dos anos 1940, não se preocupa em reproduzir com precisão o cenário oriental. Para os cineastas André Sigwalt e Augusto Soares, a autenticidade não é um elemento relevante, desde que isso não prejudique a atmosfera nostálgica com toques brasileiros. Dessa forma, eles optam por retratar os personagens envolvidos em lutas de kung fu às margens de um lago qualquer, informando por meio de um letreiro que a cena se passa na China, buscando assim envolver o espectador em sua proposta.
Nico Garófalo crítico do site Omelete, observou que, com exceção de Gabriel e Yan Wu, os personagens parecem se mover pelo filme de forma acidental. Entre o grupo de amigos do protagonista, apenas Daniel desempenha um papel mínimo na trama, enquanto muitos personagens têm participações breves. Isso dificulta a capacidade de "O Mestre da Fumaça" de prender a atenção do público, especialmente quando Lee, com sua constante presença de baseados, não está em cena. A partir desse ponto, a influência da cannabis e suas consequentes distrações tomam conta do filme, que não consegue transformar o fluxo de consciência em uma narrativa envolvente.
Embora um orçamento maior não fosse necessariamente a salvação para O Mestre da Fumaça, provavelmente ajudaria o filme a atingir melhor seu potencial. A restrição financeira resulta em alguns momentos desastrosos, como a transformação de uma suposta festa na mansão do vilão em um modesto encontro noturno à beira da piscina, e a batalha final épica se converte em uma luta mal editada, desprovida do cuidado que produções de artes marciais demandam. A precariedade e amadorismo, sem dúvida, podem ter seu valor próprio em filmes desse tipo, como os fãs de kung fu de Hermes & Renato sabem, mas até mesmo uma abordagem cômica tem suas exigências específicas.

### Prêmios e indicações
No Festival Internacional de Cinema em Balneário Camboriú, saiu-se vencedor do prêmio de melhor filme.  No 7° Rio Fantastik Festival, em dezembro de 2022, foi eleito melhor filme e André Sigwait e Augusto Soares receberam o prêmio de melhor direção. Na Mostra Internacional de Cinema de São Paulo, faturou o prêmio da audiência de melhor filme ficcional brasileiro. Amazing Stone Film Festival, na Tailândia, foi eleito como melhor filme. Já no Durante o Washington DC Independent Film Festival de 2023, recebeu o prêmio de melhor filme internacional.[carece de fontes?]